# Last Hurrah for Chivalry
Last Hurrah for Chivalry is een film uit 1978 onder regie van John Woo uit Hongkong.
Titel in Chinese karakters : 豪侠 (Hao xia)

## Verhaal
Als de bandiet Pai de vader van Kao vermoordt en het ouderlijk huis in bezit neemt, zoekt Kao een manier om wraak te nemen. Zelf is hij gewond geraakt en kan zich niet meten met Pai, dus is hij op zoek naar helpers. Chang en Tsing Yi willen hem na veel zeuren wel helpen en samen gaan ze op weg naar het huis van Kao, dat door Pai in bezit is genomen. Nadat ze hordes ninja's, diverse kungfu meesters, een wu shu rope dart meester en de fantastische slapende tovenaar hebben verslagen, komen ze oog in oog met Pai. Maar daar, in de kaarsenkamer, wacht Chang nog een verrassing. En dat is nog niet het laatste gevecht, want ze hebben nog een appeltje te schillen met een oude bekende. Deze heeft de hand weten te leggen op een magisch zwaard, waar hij allerlei trucjes mee uit kan halen.

## Rolverdeling
| Acteur              | Personage              |
| ------------------- | ---------------------- |
| Damian Lau          | Tsing Yi               |
| Wai Pak             | Chang San / Cheung Sam |
| Bonnie Ngai         | Sau Sau                |
| Lau Kong            | Kao Pang / Ko Peng     |
| Hoi Sang Lee        | Pak Chung Tong         |
| Fung Hak-on         | Pray / Let It Be       |
| Chin Yuet-sang      |                        |
| Cheng Lui           | Chen Guan Wu           |
| Wang Kuang-yu       | Wang                   |
| Alan Chui Chung-San | bodyguard              |
| Mars                |                        |